# Liu Bingzhong

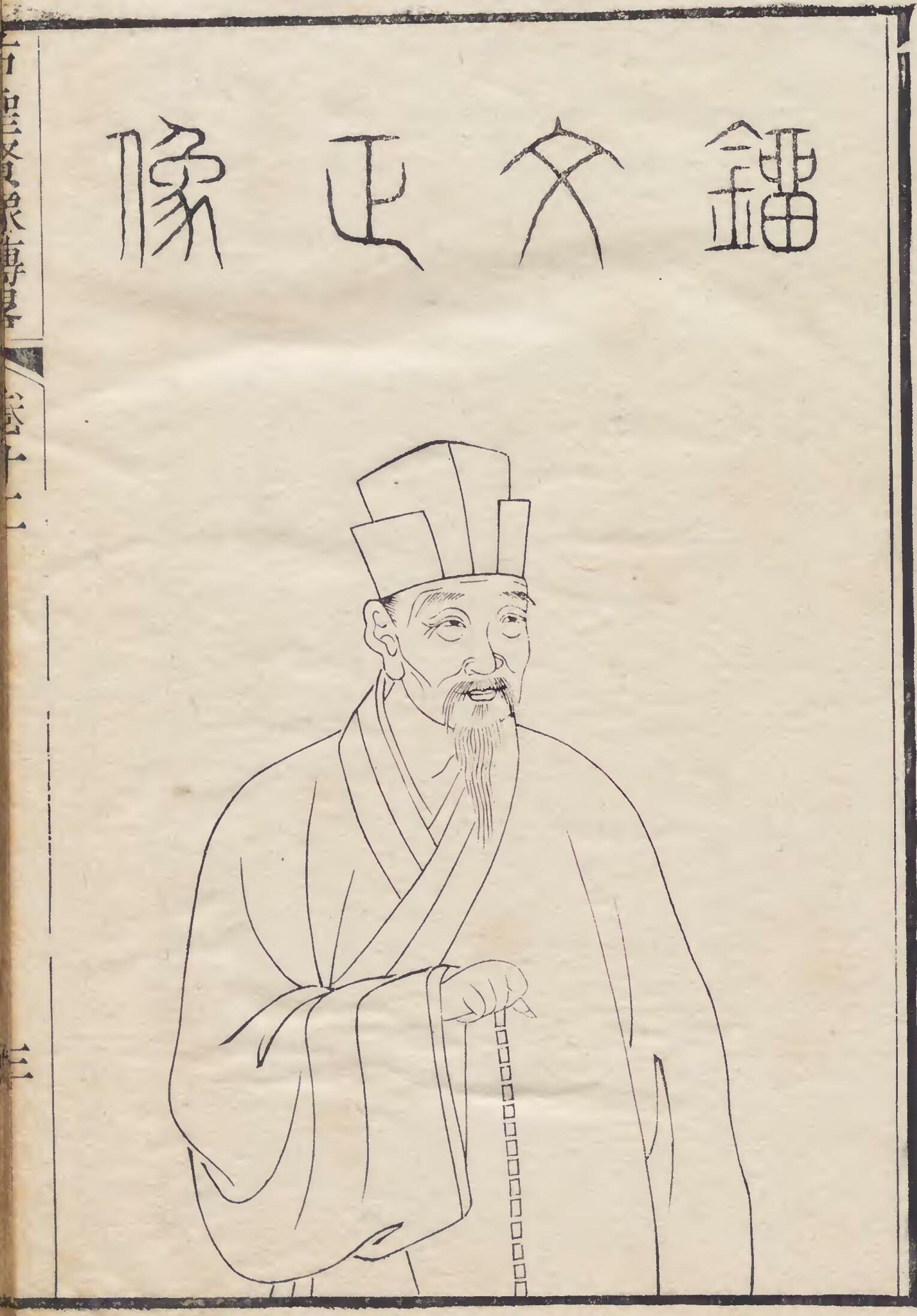
Liu Bingzhong

Liu Bingzhong (chinês: 劉秉忠) (1216–1274) ou Liu Kan (chinês: 劉侃), foi um conselheiro e arquiteto da corte da dinastia Iuã. Nasceu na perfeitura de Ruizhou, durante a dinastia Jin. Em 1233, começa a fazer parte do sistema burocrático Jin. Era ainda oficial até que a dinastia mongol Iuã sucedesse a dinastia Jin após a conquista mongol, e mais tarde tornou-se monge. Entretanto, ciente da sua vocação, o seu mestre recomendou Liu Bingzhong a Cublai Cã para que se tornasse seu conselheiro. Durante este período, Liu Bingzhong foi exaltado como um dos Cinco Talentos de Xintai. Foi creditado com poderes ocultos o que lhe permitiria prever o futuro e assim apoiar as operações militares mongóis. Liu teve fundamental influência sobre projetos da cidade da era Iuã, e ficou conhecido por pelos seus planeamentos tanto da capital Iuã de Dadu como a sua capital de verão Xanadu (Shangdu).
Liu Bingzhong e Yao Shu conceberam um plano "para apurar todas as suas qualidades para poder dar as melhores sugestões ao governador". Vários confucionistas como Xu Heng, Wang Xun, Zhang Yi, causaram tamanho ardil a Cublai Cã, que este mais tarde se tornou fundador da dinastia Iuã.
Após a batalha da vila piscatória da cidade de Hechuan (chinês: 釣魚城, pinyin: Diàoyúchéng), Mangu Cã morre e Cublai Cã sucede o seu lugar. Liu Bingzhong sugere nomear a nova dinastia de "Iuã" (chinês: 元) com referência ao Livro das Mutações, recebendo a aprovação de Cublai Cã, em 1271. Liu sugere também a Kublai a adopção da lei chinesa e fecha algumas portas ao anterior desgoverno e corrupção mongol.
Cublai Cã reconhece a capital de Jim como a nova capital de Iuã e rebatiza-a de Dadu (chinês: 大都). Liu Bingzhong foi o principal projetista e arquiteto do levantamento da capital de Dadu. Liu também projetou o arranjo da capital de verão de Iuã em Xanadu (Shangdu). Formulou o tempo de calendário de serviço com Guo Shoujing. Quando se tornou professor de Zhenjin, que mais tarde se tornaria príncipe herdeiro (chinês: 皇太子), ele montou o Colégio Zishan na Montanha de Wuon para ensinar o confucionismo e Ciência Natural.
Em 1274, morre em Nanbing Mountain Villa.

## Obras literárias
- Spring Corpus 藏春集 (6 volumes);
- Spring Poetry Anthology 藏春词;
- Poetry Anthology 诗集 (22 volumes);
- Corpus 文集 (10 volumes);
- Pingsha Jade Ruler 平沙玉尺 (4 volumes);
- Jade Ruler and New Mirror 玉尺新镜 (2 volumes).